# Scorched Earth - Cacciatrice di taglie
Scorched Earth - Cacciatrice di taglie (Scorched Earth) é un film del 2018 diretto da Peter Howitt.

## Trama
La cacciatrice di taglie Attica Cage dà alla caccia ai criminali in una Terra post-apocalittica.